# Château Sainte-Anne
Pour les articles homonymes, voir Château de Sainte-Anne (homonymie).
 (octobre 2023).
Le château Sainte-Anne (en néerlandais : Sint-Annakasteel) est un château édifié en 1902, situé rue du Vieux Moulin 103 à Auderghem, dans la perspective de l'avenue de Waha. Il est en lisière de la forêt de Soignes et côtoie le château de Val Duchesse. Il a été bâti par Charles Waucqez à l'emplacement du château qui s'y trouvait précédemment.

## Histoire
L’aristocratie de Bruxelles s’offrait des résidences campagnardes dans les communes des faubourgs de Bruxelles. Ainsi, Auderghem accueillit les châteaux de Joseph Chaudron, de Croÿ, de Moerloose, Val Duchesse, Lepreux, Charles Madoux, le Rouge-Cloître, le Valduc, Watermael. Une fois la période révolutionnaire passée, des blocs furent vendus. Un certain « Baudier », banquier d'affaires, en profita lors des ventes publiques organisées en mars 1798. Lui ou ses héritiers auraient fait construire une maison de campagne. Cette maison figure sur une carte de 1810. Le premier Baudier s’en alla en 1821. Son fils reprit les terres et la demeure.
En 1836, sur le parcellaire Vandermaelen, les lieux sont cités comme étant en mains de la veuve de J.M. Baudier. Les Baudier gardèrent ceci jusqu’en 1843. À cette date, ils vendirent le bien à Henri de Brouckère (1801-1891), bourgmestre d'Auderghem. Ce dernier agrandit le domaine qui passa à 27 hectares et acheta la petite chapelle Sainte-Anne, d’époque romane qui appartient depuis 1930 à la Donation royale.
Après Henri de Brouckère, le bien entra en possession de l’homme d’affaires « Dujardin-Dansaert » puis fut acquis avec 6 hectares par Charles Waucquez, issu d’une famille de négociants fortunés. En 1902, il fait raser la demeure et fait construire  par l’architecte Louis Sauvage le château actuel dans le prolongement de l’avenue de Waha. À sa mort en 1920, sa veuve céda l'usage de la demeure  à son petit-fils Jacques Pastur.
En 1959, La famille Pastur qui avait hérité du château le céda à l’État belge via le ministère de Affaires étrangères pour payer les droits de succession. Les pouvoirs publics louèrent la bâtisse à l’a.s.b.l. Maison Européenne de Val Duchesse dont le Royal International Club Château Sainte-Anne a pour objectif de promouvoir les échanges culturels et sociaux entre les États membres de la Communauté, les membres de l’OTAN et les fonctionnaires du corps diplomatique en organisant diverses activités.
En 1996, l’État procéda à la vente du domaine à l’a.s.b.l. Maison Européenne de Val Duchesse.

## Architecture
Le château tout en pierre blanche est étiré sur sept travées et monte sur deux niveaux. Il est posé sur un épais soubassement de pierre bleue à jours. Les trois travées centrales de la façade d’accès sont en ressaut et précédées par un large perron que l’on atteint à pied par le contournement du bassin dont la margelle est en pierre bleue, ou bien en automobile en suivant le chemin asphalté. Depuis la pièce d’eau, le château apparaît dans sa majesté derrière un haut mur percé de baies circulaires à guirlandes. Cinq effets d’eau animent le large panneau de soutènement des degrés. Ces jeux sortent de quatre dauphins et de la bouche d’un dieu barbu couronné d’une coquille. Sa tête repose sur des roseaux et ses cheveux servent d’accroches à deux guirlandes de lauriers. Le jet tombe dans une autre coquille à glaçures. Les baies du château sont en plein cintre au rez et séparées par des pilastres à refends. Au second niveau, elles sont rectangulaires, sommées de panneaux plats à guirlandes. Entre les fenêtres, se trouvent des pilastres à chapiteaux ioniques. Un entablement puis une corniche à modillon supportent une galerie aux fuseaux baroques. Ceci permet de dissimuler une toiture presque plate. L’avancée des travées centrales est compensée à l’arrière par des travées axiales en retrait. Ceci permet d’isoler les deux travées latérales qui produisent un effet de tour. Leur singularité est renforcée par des frontons pignons. On appréciera encore le garde-corps en fer forgé qui sépare les deux niveaux. En largeur, l’édifice compte cinq travées. Le parc compte encore un petit pavillon de quatre côtés à pans arrondis et une orangerie de briques et pierre blanche. Le Sainte-Anne est, on le voit, par son élégance le pendant de la Solitude. Les influences versaillaises sont évidentes. 